# Miss Etiopia
Miss Universo Etiopia è un concorso di bellezza femminile dal quale viene selezionata annualmente la rappresentante dell'Etiopia per Miss Universo. L'Etiopia ha partecipato per la prima volta al concorso nel 2004.

## Albo d'oro
| Anno | Vincitrice             | Piazzamento |
| ---- | ---------------------- | ----------- |
| 2004 | Ferehiwot Abebe        |             |
| 2005 | Atetegeb Tesfaye Worku |             |
| 2006 | Dina Fekadu            | Top 20      |
| 2007 | Kidan Tesfahun         |             |
| 2009 | Melat Yante            |             |
| 2012 | Genet Tsegay           |             |